# Ken Ring & BB Inc Kaddo Presents: Soundclap Vol. 2
Ken Ring & BB Inc Kaddo Presents: Soundclap Vol. 2 utkom 2005 och är det andra mixtapet i Soundclapserien som släpps av Ken Ring & BB Inc Kaddo.

## Spårlista
1. "Intro"
2. Busta Rhymes - "High"
3. 50 Cent - "In My Hood"
4. Red Cafe - "Rap Chick"
5. Fat Joe - "Safe 2 Say (The Incredible)"
6. Talib Kweli - "A Game"
7. M.O.P. - "My Way"
8. Joe Budden - "Through The Wire"
9. Inspektah Deck - "City High"
10. Ken Ring - "Allihopa Vet"
11. Mobb Deep - "Hav And P"
12. N.O.R.E. - "Cuts From N.O.R.E."
13. Sean Paul - "Legalize It"
14. Mobb Deep feat. 50 Cent - "Poppin Them Thangs"
15. Jay-Z feat. Cassidy - "Cold As Ice"
16. Ken Ring - "Så Kan Det Gå"
17. Busta Rhymes - "I'll Hurt You"
18. 50 Cent - "Animal"
19. Timbuktu feat. Promoe - "Fruktansvärd"
20. Devious feat. Ken Ring, Son Of Light, Clemensn, Tjes, Dj Ready D - "Cape Flats"